# Forshaga kommun
Forshaga kommun är en kommun i Värmlands län. Centralort är Forshaga.

## Administrativ historik
Kommunens område motsvarar Nedre Ulleruds socken, Övre Ulleruds socken och en mindre del av Grava socken. I dessa socknar bildades vid kommunreformen 1862 landskommuner med motsvarande namn. 
I Grava landskommun inrättades 1 november 1907 Forshaga municipalsamhälle vilket upplöstes vid årsskiftet 1943/1944 då området bröts ut och bildade Forshaga köping. I området fanns även mellan 22 december 1944 och 31 december 1956 Deje municipalsamhälle.
Vid kommunreformen 1952 slogs Nedre och Övre Ulleruds landskommuner samman och bildade Ulleruds landskommun medan Forshaga köping förblev opåverkad.
Forshaga kommun bildades vid kommunreformen 1971 av Forshaga köping. 1974 införlivades Ulleruds kommun.
Kommunen ingick från bildandet till 7 februari 2005 i Karlstads domsaga och ingår sen dess i Värmlands domsaga.

## Geografi
Kommunen gränsar till Munkfors kommun i norr, Sunne och Kils kommun i väst, Karlstads kommun i söder, och Hagfors kommun i nordöst.

### Topografi och hydrografi
Dalgångarna i landskapet löper huvudsakligen i nord-sydlig riktning, vilket delvis är en följd av berggrundens natur. Trots den sura och näringsfattiga gnejsberggrunden finns inslag av hyperit, en mörk och kalkhaltig bergart, som har skapat en mångfaldig flora med lövträd och örter som tibast och trolldruva vid platser som Örtensjöarna. Landhöjningen har format landskapet genom isens och vågornas omgestaltning, med klapperstensfält som på Skarsjöbergets nordsida och strandlinjemarkeringar väster om Svinsjön och på Trollsjöberget.
Klarälven rinner genom en relativt smal dalgång, fylld med sediment, och präglar landskapet. Inom Arnäsområdet i söder och vid Norra Hyn har älven tidigare byggt ut deltan i den sjö som tidigare fyllde södra delen av dalgången. Effekterna av landhöjningen syns i form av övergivna flodfåror, ibland täckta av sumpskog.
Nedan presenteras andelen av den totala ytan 2020 i kommunen jämfört med riket.
|  | Bebyggelse (4,5 %) |

|  | Skog (80,0 %) |

|  | Öppen myrmark (3,3 %) |

|  | Jordbruksmark (8,2 %) |

|  | Övrig mark (3,9 %) |

|  | Bebyggelse (3,1 %) |

|  | Skog (68,0 %) |

|  | Öppen myrmark (7,2 %) |

|  | Jordbruksmark (7,4 %) |

|  | Övrig mark (14,3 %) |

### Administrativ indelning

#### För befolkningsrapportering
Fram till 2016 var kommunen för befolkningsrapportering indelad i Forshaga-Munkfors församling som också omfattar Munkfors kommun.

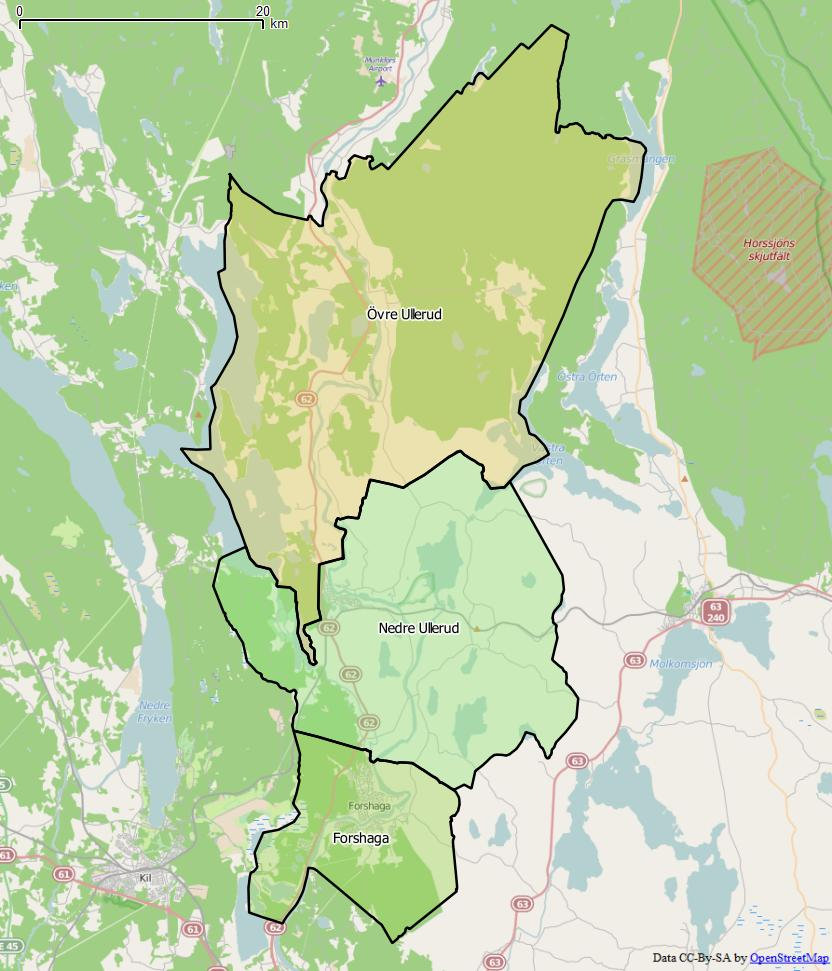
Distrikt inom Forshaga kommun

Från 2016 indelas kommunen istället i tre distrikt: Forshaga, Nedre Ullerud och Övre Ullerud.

#### Kommundelar
Kommunen består av följande kommundelar: Forshaga, Grossbol, Skived, Lyckan, Deje, Dyvelsten, Olsäter och Mölnbacka

### Tätorter
Vid tätortsavgränsningen av Statistiska centralbyrån den 31 december 2015 fanns det tre tätorter i Forshaga kommun.
| Nr | Tätort    | Folkmängd |
| -- | --------- | --------- |
| 1  | Forshaga  | 6 361     |
| 2  | Deje      | 2 702     |
| 3  | Dyvelsten | 241       |

Centralorten är i fet stil.

## Styre och politik

### Styre
Mandatperioden 2010–2014 styrdes kommunen av Socialdemokraterna som hade egen majoritet under mandatperioden. Valet 2014 ledde dock till att partiet förlorade den egna majoriteten. Det blev istället de rödgröna som styrde kommunen under mandatperioden 2014–2018. Koalitionen lyckades inte behålla majoriteten efter valet 2018 och därför gick istället Socialdemokraterna och Centerpartiet ihop i ett nytt styre. Partierna meddelade att de skulle arbeta med  "utgångspunkten [...] att bygga vidare på målen om befolkningstillväxt, attraktivitet i hela kommunen och en budget i balans". Samma koalition fortsatte styra även mandatperioden 2022–2026.

### Kommunfullmäktige

#### Presidium
| Presidium 2022–2026    | Presidium 2022–2026 | Presidium 2022–2026 |
| ---------------------- | ------------------- | ------------------- |
| Ordförande             | S                   | Bertil Hagelin      |
| Förste vice ordförande | S                   | Kenneth Eriksson    |
| Andre vice ordförande  | SD                  | Marcus Karlsson     |

#### Mandatfördelning 1970–2022
|  | 16 | 3 | 3 | 2 |

| 16 | 9 |

| 2 | 24 | 9 | 3 | 3 |

| 30 | 11 |

|  | 23 | 10 | 4 | 3 |

| 30 | 11 |

| 2 | 22 | 10 | 3 | 4 |

| 23 | 18 |

|  | 25 | 7 | 2 | 6 |

| 25 | 16 |

|  | 24 | 5 | 4 | 7 |

| 27 | 14 |

|  | 23 | 2 | 6 | 4 | 5 |

| 23 | 18 |

|  | 19 | 2 | 6 | 4 | 2 | 7 |

| 27 | 14 |

| 2 | 23 | 2 |  | 5 | 2 |  | 5 |

| 24 | 17 |

| 4 | 21 | 2 | 4 | 2 |  | 7 |

| 25 | 16 |

| 3 | 22 |  |  | 5 | 3 | 2 | 4 |

| 25 | 16 |

| 2 | 22 |  | 2 | 5 | 2 | 2 | 5 |

| 22 | 19 |

| 2 | 22 |  | 2 | 4 | 2 |  | 7 |

| 24 | 17 |

| 2 | 19 | 2 | 4 |  | 5 |  |  | 6 |

| 22 | 19 |

| 2 | 17 |  | 5 | 2 | 5 |  | 2 | 6 |

| 24 | 17 |

| 2 | 18 | 8 |  | 3 |  | 2 | 6 |

| 25 | 16 |

### Nämnder

#### Kommunstyrelse
Kommunstyrelsen i Forshaga kommun består av 11 ordinarie ledamöter. Under kommunstyrelsen finns ett arbetsutskott. För att stödja sitt arbete har de förvaltningarna Kommunledningsstab samt Kommunteknik och service.
| Presidium 2022–2026    | Presidium 2022–2026 | Presidium 2022–2026 |
| ---------------------- | ------------------- | ------------------- |
| Ordförande             | S                   | Marian Gustavsson   |
| Förste vice ordförande | C                   | Göran Adrian        |
| Andre vice ordförande  | SD                  | Peter Andersson     |

#### Lista över kommunstyrelsens ordförande
- Angelica Rage, Socialdemokraterna, 1994–2014[16][17]
- Benny Pedersén, Socialdemokraterna, 2014–2016[18]
- Per Lawén, Socialdemokraterna, 2016–31 december 2024[19][20]
- Marian Gustavsson, Socialdemokraterna, 1 januari 2025–[20]

Denna lista hämtas från Wikidata. Informationen kan ändras där.

#### Övriga nämnder
Förutom kommunstyrelsen finns fyra egna nämnder i Forshaga kommun: Barn och utbildningsnämnden, Lärande och arbetsnämnden, Vård och omsorgsnämnden  samt Valnämnden. Därtill finns sex nämnder som är gemensamma med andra kommuner.
| Nämnd                        | Ordförande | Ordförande       | Vice ordförande | Vice ordförande     | Andre vice ordförande | Andre vice ordförande |
| ---------------------------- | ---------- | ---------------- | --------------- | ------------------- | --------------------- | --------------------- |
| Barn- och utbildningsnämnden | S          | Aakash Budathoki | C               | Marita Ögren        | M                     | Anna Maria Andersson  |
| Lärande och arbetsnämnden    | S          | Gert Björnvall   | S               | Marian Gustavsson   | M                     | Anders Ljungsten      |
| Valnämnden                   | S          | Roger Johansson  | S               | Per Asplund         |                       |                       |
| Vård- och omsorgsnämnden     | S          | Maria Norell     | C               | Lars-Göran Carlsson | SD                    | Peter Andersson       |

Källa:

## Ekonomi och infrastruktur

### Näringsliv
Under de senaste två decennierna har Forshaga kommun genomgått en markant förvandling från att vara en bruksbygd till att bli en kommun präglad av småföretagande och pendlare. De flesta av de enskilda och små företagen är verksamma inom verkstadsindustrin och tjänstesektorn. Stora Enso Skoghall AB är den dominerande privata arbetsgivaren i kommunen, medan kommunen själv utgör den största arbetsgivaren. Många av de förvärvsarbetande invånarna pendlar till Karlstad för arbete.

### Infrastruktur

#### Transporter
Kommunen är genomskuren av riksväg 62.

## Befolkning

### Demografi

#### Befolkningsutveckling
Kommunen har 11 520 invånare (31 december 2024), vilket placerar den på 194:e plats avseende folkmängd bland Sveriges kommuner.
| Befolkningsutvecklingen i Forshaga kommun 1810–2020 | Befolkningsutvecklingen i Forshaga kommun 1810–2020 | Befolkningsutvecklingen i Forshaga kommun 1810–2020 | Befolkningsutvecklingen i Forshaga kommun 1810–2020 | Befolkningsutvecklingen i Forshaga kommun 1810–2020 |
| --- | --------------------------------------------------- | --------------------------------------------------- | --------------------------------------------------- | --------------------------------------------------- |
| |                                                     |                                                     |                                                     |                                                     |
| År |                                                     |                                                     | Folkmängd                                           |                                                     |
| 1810 | 1810                                                |                                                     | 3 495                                               |                                                     |
| 1820 | 1820                                                |                                                     | 4 024                                               |                                                     |
| 1830 | 1830                                                |                                                     | 4 605                                               |                                                     |
| 1840 | 1840                                                |                                                     | 5 063                                               |                                                     |
| 1850 | 1850                                                |                                                     | 5 578                                               |                                                     |
| 1860 | 1860                                                |                                                     | 6 297                                               |                                                     |
| 1870 | 1870                                                |                                                     | 7 019                                               |                                                     |
| 1880 | 1880                                                |                                                     | 6 998                                               |                                                     |
| 1890 | 1890                                                |                                                     | 6 393                                               |                                                     |
| 1900 | 1900                                                |                                                     | 5 688                                               |                                                     |
| 1910 | 1910                                                |                                                     | 10 759                                              |                                                     |
| 1920 | 1920                                                |                                                     | 10 695                                              |                                                     |
| 1930 | 1930                                                |                                                     | 10 573                                              |                                                     |
| 1940 | 1940                                                |                                                     | 10 161                                              |                                                     |
| 1950 | 1950                                                |                                                     | 9 850                                               |                                                     |
| 1960 | 1960                                                |                                                     | 9 938                                               |                                                     |
| 1970 | 1970                                                |                                                     | 9 490                                               |                                                     |
| 1980 | 1980                                                |                                                     | 12 019                                              |                                                     |
| 1990 | 1990                                                |                                                     | 11 913                                              |                                                     |
| 2000 | 2000                                                |                                                     | 11 589                                              |                                                     |
| 2010 | 2010                                                |                                                     | 11 266                                              |                                                     |
| 2020 | 2020                                                |                                                     | 11 524                                              |                                                     |
| Anm: Informationen gäller för dagens kommungränser. Äldre informationen är ihopsamlad från tidigare kommuner eller från socknarna som idag ingår i kommunen. |                                                     |                                                     |                                                     |                                                     |

## Kultur

### Kulturarv
Ätterösera är en arkeologisk plats känt för sina två gravrösen som dateras till bronsåldern, cirka 1 500 till 500 år före Kristus. Belägna på toppen av en brant berghäll med utsikt över sjön Norra Hyn, är dessa gravar en viktig del av områdets fornhistoria. Till Ätterösera leder den två kilometer långa Ätterösleden, som startar vid viadukten över väg 62 och följer delvis 5- och 10-kilometersspåren.
Löveds Herrgård, söder om Forshaga, huserar ett gravfält från järnåldern, känt för sina 16 gravhögar. 
Banvakt Karls kabyss är ett historiskt minnesmärke över järnvägens tidigare betydelse och är ursprungligen banvakten Karl Anderssons raststuga. Idag fungerar den som en rastplats längs Klarälvsbanan.
Den stenbyggda Forshaga Kyrka är en imponerande byggnad uppförd mellan 1919 och 1920 och invigd 1921. Altaruppsatsen, daterad till 1696, är en gåva från Grava församling och utgör en värdefull del av kyrkans inredning.
Nedre Ulleruds Kyrka har sina rötter i medeltiden och kännetecknas av en fristående klockstapel. Dopfunten från 1200-talet är en av de äldre inslagen och utgör en historisk skatt för församlingen.
Övre Ulleruds Kyrka är belägen väster om Klarälven, mellan Deje och Olsäter. Kyrkans interiör hyser ett medeltida kors och en dopfunt från 1200-talet med runskrift.

### Kommunvapen
Blasonering: Medelst en vågskura styckad sköld i grönt - vari ett flottningsmärke "krona med hack" av guld - och guld - vari en trebladig grön lagerkvist.
Den år 1944 inrättade köpingen fick detta vapen 10 år senare. Kronan är ett märke som stämplades på ved som flottades till ett pappersbruk på orten, lagerkvisten är tagen från den från området stammande släkten von Lagerlöf. Efter kommunbildningen fanns bara ett vapen, vilket registrerades hos PRV år 1979.
Numera förekommer vapnet sällan utan kommunen har en logotyp i ljusblå färger.